# Marvel Studios: leyendas
Marvel Studios: leyendas (en inglés: Marvel Studios: Legends) es una docuserie de televisión estadounidense creada para el servicio de streaming Disney+, basada en los personajes de Marvel Comics que aparecen en el Universo cinematográfico de Marvel (UCM, por sus siglas en español). Cada episodio muestra un personaje individual con imágenes de películas anteriores de UCM, mostrando sus momentos destacados en el UCM mientras cuentan su historia conocida hasta el momento.
La serie se anunció por primera vez en diciembre de 2020. Marvel Studios: Leyendas se estrenó el 8 de enero de 2021. A pesar de ser un programa de clips, la serie fue elogiada por ser útil para los espectadores, recordándoles el viaje de un personaje en particular en el UCM, especialmente para los espectadores informales de la franquicia. Sin embargo, se deseaba nuevo material de los actores o creativos que proporcionara más información.

## Premisa
La serie examina héroes, villanos y momentos individuales del Universo cinematográfico de Marvel y cómo se conectan, anticipándose a las próximas historias que los presentarán en la Fase Cuatro del UCM.

## Trasfondo
Marvel Studios: Leyendas se anunció en diciembre de 2020 con dos episodios, uno para Wanda Maximoff y otro para Visión. Tras su anuncio, muchos comentaristas creían que la serie sería un programa de clips y una buena manera de recordar a los espectadores la historia de un personaje y permitirles a los espectadores casuales una forma rápida de ponerse al día sin ver horas de contenido anterior del UCM. Chaim Gartenberg en The Verge también comparó la serie con los resúmenes de una página que usa Marvel Comics para poner al día a los lectores de manera similar con las historias en curso.
La serie presenta episodios cortos compuestos de imágenes de películas anteriores de UCM que presentaban al personaje destacado. Matt Goldberg, de Collider, sintió que Marvel Studios: Leyendas no le costó a Disney o Marvel Studios "nada más que el trabajo de un editor y un poco de música" para producir, dada la duración y el contenido de cada episodio. En febrero de 2021, después del anuncio de la serie documental Marvel Studios: Assembled, algunos comentaristas llamaron a Assembled una serie complementaria a Leyendas, ya que Assembled presenta material detrás de escena después de una película o serie de UCM. También en el mes, se anunciaron episodios para Falcon, Winter Soldier, Zemo y Sharon Carter.
En mayo de 2021, se anunciaron episodios de Loki y Tesseract. Al mes siguiente, se anunció un episodio de Natasha Romanoff / Black Widow antes de la aparición del personaje en la película de la Fase Cuatro Black Widow (2021), que estaba programada para estar disponible en Disney+ con Premier Access. En julio, se anunciaron episodios de Peggy Carter, la Iniciativa de los Vengadores y los Devastadores, antes de sus apariciones en la serie What If...?. En agosto, antes del lanzamiento de Shang-Chi y la leyenda de los Diez Anillos, se anunció un episodio para la organización Diez Anillos. En octubre, se anunció el debut de un episodio de Clint Barton / Hawkeye para la celebración del "Disney+ Day" de Disney +, antes de la aparición del personaje en Hawkeye. En abril de 2022, se revelaron los episodios del Dr. Stephen Strange, Wong y Wanda Maximoff / Bruja Escarlata, antes de las apariciones de los personajes en Doctor Strange en el multiverso de la locura. En junio de 2022 se revelaron los episodios de Thor, Jane Foster y Valkyria, previo al estreno de Thor: Love and Thunder. La primera semana de noviembre de 2022 empezaron a estar disponibles los episodios del Rey T'Challa, la Princesa Shuri y las Dora Milaje, como parte del preestreno de Black Panther: Wakanda Forever.

## Episodios
| N.º | Título                     | Serie/película asociada al UCM               | Fecha de lanzamiento original |
| --- | -------------------------- | -------------------------------------------- | ----------------------------- |
| 1 | «Wanda Maximoff»           | WandaVision                                  | 8 de enero de 2021            |
| Se explora la historia de Wanda Maximoff en el UCM hasta ahora, comenzando en Captain America: The Winter Soldier donde aparece prácticando su magia mientras el Baron Strucker dice "no hay nada más terrorífico que un milagro" refiriéndose a Wanda. Sigue en su aparición en Avengers: Age of Ultron (2015), donde cuenta la muerte de sus padres, el odio ante Stark y cómo se unió a Ultrón; cómo se entera del verdadero plan del sintezoide, uniéndose a los Vengadores y la muerte de su hermano, Pietro, a manos de Ultrón . Luego se ve su relación en construcción con Visión a partir de Capitán América: Civil War (2016), donde muestran lo difícil que le es controlar su magia, por accidente matando a miles de personas por salvar a Steven, su temor a como la ven los demás; y su unión al bando del Capitán América. Le siguen sus apariciones en Avengers: Infinity War (2018), donde vemos como es feliz con Visión, como lo defiende de los hijos de Thanos, la muerte de Visión a manos de ella, para salvar el mundo, y la posterior eliminación del suceso a manos de Thanos, quien asesina a Visión consiguiendo su gema. Y por último, su aparición en Avengers: Endgame (2019), donde después de volver del chasquido, lucha y le gana a Thanos intentando vengarse por la muerte de Visión, venganza que no se cumple por el ataque de las naves del Titán loco. |                            |                                              |                               |
| 2 | «Vision»                   | WandaVision                                  | 8 de enero de 2021            |
| Se explora la historia de Visión en el UCM hasta ahora, comenzando con su tiempo como la inteligencia artificial de Tony Stark , J.A.R.V.I.S., en Iron Man (2008), donde ayuda a este en su proceso de convertirse en el Hombre de Acero. En The Avengers ayuda a Tony a ganar la batalla contra Loki. En Avengers: Age of Ultron, después de que J.A.R.V.I.S sea atacado y desmantelado por Ultrón, Stark hace que J.A.R.V.I.S. se convierta en Visión con la ayuda de la Piedra de la Mente; después Visión lucha al lado de los Vengadores contra Ultrón, destruyéndolo tras la batalla. Se muestra su relación de construcción con Wanda Maximoff en Capitán América: Civil War, donde está a favor de los acuerdos de Sokovia, poniéndose en el lado de Tony; hasta que Wanda es herida y derriba a War Machine. En Avengers: Infinity War, se le ve junto a Wanda diciéndole que su gema le advierte de la llegada de los hijos de Thanos; inmediatamente son atacados por estos, y salvados por Steven y Natasha. Bruce Banner le dice que si le quitan la gema que posee en la frente, seguiría siendo él, llevándolo a Wakanda en donde Shuri intenta extraerle la gema. El tiempo no alcanza y Visión le pide a Wanda que destruya la gema; con tristeza Maximoff lo hace, aunque este suceso es eliminado por Thanos, quien asesina a Visión consiguiendo su gema. Posteriormente se ven imágenes de Wanda en Avengers: Endgame, quien lamenta la muerte de Visión, mientras este dice "pero algo no es bello porque dure". |                            |                                              |                               |
| 3 | «Falcon»                   | The Falcon and the Winter Soldier            | 5 de marzo de 2021            |
| Se explora la historia de Sam Wilson en el UCM hasta ahora, comenzando cuando se hace amigo y ayuda a Steve Rogers en Captain America: The Winter Soldier (2014). Se muestra su viaje para convertirse en un Vengador comenzando en Avengers: Age of Ultron, su aparición en Ant-Man (2015), seguido de Wilson, una vez más, del lado de Rogers durante Capitán América: Civil War. Luego se muestra la lucha de Wilson contra Thanos en Avengers: Infinity War y Avengers: Endgame, lo que lleva a un Rogers anciano a entregarle el escudo del Capitán América. |                            |                                              |                               |
| 4 | «The Winter Soldier»       | The Falcon and the Winter Soldier            | 5 de marzo de 2021            |
| Se explora la historia de Bucky Barnes en el UCM hasta ahora, comenzando con un vistazo de su amistad con Steven, su tiempo como sargento en el Ejército de los Estados Unidos durante la Segunda Guerra Mundial , cuando era miembro del Comando Aullador, y su posterior supuesta muerte, todo visto en Capitán América: el primer vengador (2011). Barnes fue recuperado por Hydra, quienes le lavaron el cerebro para convertirse en el asesino conocido como el Soldado de Invierno. Ahora en el presente, Barnes se enfrenta a Rogers durante Captain America: The Winter Soldier y comienza a recordar su vida pasada y sus relaciones. En Capitán América: Civil War, Barnes trabaja con Rogers para limpiar su nombre después de haber sido acusado injustamente de asesinato por Helmut Zemo, antes de ir a Wakanda para eliminar su programación de Winter Soldier. Barnes ayuda en la lucha contra Thanos en Avengers: Infinity War, donde lucha mano a mano con Rocket Raccoon. Y aparece en la batalla final de Avengers: Endgame; posteriormente ve a Steven entregando el escudo de Capitán América a Sam. |                            |                                              |                               |
| 5 | «Zemo»                     | The Falcon and the Winter Soldier            | 12 de marzo de 2021           |
| Se explora la historia de Helmut Zemo en el UCM hasta ahora, mostrando cómo trabajó para dividir a los Vengadores en Capitán América: Civil War después de sus acciones en la batalla de Sokovia en Avengers: Age of Ultron. Viendo cómo es detenido por T'Challa antes de suicidarse, y encerrado por sus crímenes. |                            |                                              |                               |
| 6 | «Sharon Carter»            | The Falcon and the Winter Soldier            | 12 de marzo de 2021           |
| Se explora la historia de Sharon Carter en el UCM hasta ahora, comenzando como vecina de Steven. Lugo, tras la supuesta muerte de Nick Fury, revela ser la Agente 13 de S.H.I.E.L.D. que estaba espiando a Steven por órdenes de Nick. Después de escuchar a Steven decir que Hydra está infiltrada desde hace mucho en S.H.I.E.L.D., Sharon se pone de lado de Rogers y lo ayuda en la batalla contra los agentes de Hydra, todo en Captain America: The Winter Soldier. Después de la muerte de Peggy Carter, Sharon revela en su funeral, frente de Steven, ser su sobrina . Tras la caída de S.H.I.E.L.D., Carter se unió a la CIA, donde nuevamente ayudó a Rogers mientras buscaba a Bucky Barnes durante los eventos de Capitán América: Civil War, donde Steven y Sharon acaban besándose. Al final se muestra a Steven diciéndole a Sharon que la buscarán por ayudarlo, a lo que esta contesta "lo sé". |                            |                                              |                               |
| 7 | «Loki»                     | Loki                                         | 4 de junio de 2021            |
| Un príncipe de Asgard que vive a la sombra de su hermano Thor, Loki intenta reclamar el trono de Odín durante los eventos de Thor (2011) pero es derrotado por Thor y presuntamente muerto. Más tarde reaparece en la Tierra en Los Vengadores (2012), donde es detenido por los Vengadores y devuelto a Asgard. Loki se presume nuevamente muerto en Thor: The Dark World (2013) después de aparentemente sacrificarse para salvar a Thor, pero se encuentra vivo y se hace pasar por Odín en Thor: Ragnarok (2017). Thanos mata a Loki en Infinity War. |                            |                                              |                               |
| 8 | «El Teseracto»             | Loki                                         | 4 de junio de 2021            |
| El Teseracto es la Piedra del Infinito Espacial que Red Skull usa para construir armas para Hydra en la Segunda Guerra Mundial durante Capitán América: el primer vengador (2011). Howard Stark lo encuentra, y en 1995, Wendy Lawson lo usa para crear un motor experimental de velocidad de la luz en Captain Marvel (2019). Un accidente con el motor le da a Carol Danvers superpoderes, y ella confía el Teseracto a Nick Fury y SHIELD. En 2012, SHIELD está fabricando armas con el Teseracto en Los Vengadores, cuando lo llevan a Asgard hasta que Loki lo roba durante Ragnarok. Thanos se lo quita en Infinity War y luego destruye todas las Piedras del Infinito. En Endgame , los Vengadores intentan recuperar las Piedras del Infinito del pasado, pero una versión de 2012 de Loki roba el teseracto y se teletransporta. |                            |                                              |                               |
| 9 | «Black Widow»              | Black Widow                                  | 7 de julio de 2021            |
| Antes de su muerte en Endgame, Natasha Romanoff era una agente rusa entrenada en la Sala Roja. Desertó a S.H.I.E.L.D., y más tarde se convirtió en miembro fundador de los Vengadores en Los Vengadores. Después de la caída de S.H.I.E.L.D. en The Winter Soldier, Romanoff continúa luchando con los Vengadores hasta que se alía con Tony Stark en Civil War y firma los Acuerdos de Sokovia. Luego rompe los Acuerdos al ayudar a Steve Rogers y Bucky Barnes a escapar de la custodia, y se da a la fuga que conduce a Black Widow (2021). |                            |                                              |                               |
| 10 | «Peggy Carter»             | What If...?                                  | 4 de agosto de 2021           |
| En El primer vengador, durante la Segunda Guerra Mundial, la agente de la Reserva Científica Estratégica (SSR) Peggy Carter trabaja en el Proyecto Renacimiento que convierte a Steve Rogers en un súper soldado. Ella se enamora de él, y está devastada cuando él aparentemente sacrifica su vida para detener a Hydra. Después de la guerra, Carter se convierte en fundador de S.H.I.E.L.D. en Agent Carter (2013). Ella sobrevive para ver a Rogers regresar más de 70 años después en The Winter Soldier, y muere en Civil War. En Endgame, Rogers viaja en el tiempo para poder vivir con Carter. |                            |                                              |                               |
| 11 | «La Iniciativa Vengadores» | What If...?                                  | 4 de agosto de 2021           |
| En 1995, Nick Fury ayuda a Carol Danvers a luchar contra el alienígena Imperio Kree en Capitana Marvel. Cuando ella abandone la Tierra, planea encontrar más héroes como ella para ayudar con futuras amenazas alienígenas, y nombra esta iniciativa después de su indicativo de llamada de la Fuerza Aérea "Vengador". En Los Vengadores en 2012, S.H.I.E.L.D. recluta a Tony Stark, Steve Rogers, Bruce Banner y Thor como parte de la iniciativa. Ellos, junto con los agentes de S.H.I.E.L.D. Natasha Romanoff y Clint Barton, se hacen conocidos como los Vengadores, y más héroes se unen a sus filas en los años siguientes. |                            |                                              |                               |
| 12 | «Los Devastadores»         | What If...?                                  | 4 de agosto de 2021           |
| Los Ravagers son un grupo de ladrones y contrabandistas alienígenas. Un capitán Ravager, Yondu Udonta, rompe su código cuando es contratado para recuperar a los hijos del Ego Celestial de toda la galaxia. Yondu se entera de que Ego está matando a los niños y decide no entregar al último, el humano Peter Quill a quien cría como hijo. Yondu y su equipo Ravager ayudan a Quill y los Guardianes de la Galaxia a derrotar a Ronan el Acusador en Guardianes de la Galaxia (2014), y Yondu sacrifica su vida para salvar a Quill de Ego en Guardianes de la Galaxia vol. 2 (2017). A pesar de que rompió el código, los otros capitanes Ravager honran el sacrificio de Yondu con un funeral tradicional de Ravager. |                            |                                              |                               |
| 13 | «Los Diez Anillos»         | Shang-Chi y la leyenda de los Diez Anillos   | 1 de septiembre de 2021       |
| En Iron Man, Tony Stark es emboscado por un grupo terrorista llamado los Diez Anillos que quieren que les construya un misil avanzado. Stark en cambio construye la armadura de Iron Man que usa para escapar de ellos y luego atacarlos. Comienza a investigar a su líder, el Mandarín, en Iron Man 3 (2013), pero descubre que es el actor Trevor Slattery quien fue contratado por Aldrich Killian para hacerse pasar por el Mandarín. Slattery es arrestado, pero es sacado de prisión por seguidores del verdadero mandarín en All Hail the King (2014). |                            |                                              |                               |
| 14 | «Hawkeye»                  | Hawkeye                                      | 12 de noviembre de 2021       |
| La mente del agente de S.H.I.E.L.D Clint Barton es controlada por Loki en Los Vengadores hasta que es liberado y se une a los Vengadores. En Age of Ultron, Barton y los Vengadores luchan contra Ultron, y el equipo conoce a su familia. Barton se alía con el Capitán América en civil War y termina en arresto domiciliario. Después de que su familia se encuentre entre los asesinados por Thanos en Infinity War, Barton se convierte en un justiciero que caza criminales hasta que los Vengadores son capaces de revertir las acciones de Thanos cinco años después en Endgame. Barton es asignado como el objetivo de Yelena Belova siendo culpado por la muerte de Romanoff en Endgame por Valentina Allegra de Fontaine, como se muestra en Black Widow. |                            |                                              |                               |
| 15 | «Doctor Strange»           | Doctor Strange en el multiverso de la locura | 29 de abril de 2022           |
| Se explora la historia de Stephen Strange en el UCM hasta ahora, de convertirse de una egocéntrico Neurocirujano a unos de los hechiceros más grandes del mundo. |                            |                                              |                               |
| 16 | «Wong»                     | Doctor Strange en el multiverso de la locura | 29 de abril de 2022           |
| Se explora la historia de Wong, de un bibliotecario maestro de las artes místicas al hechicero supremo. |                            |                                              |                               |
| 17 | «Scarlet Witch»            | Doctor Strange en el multiverso de la locura | 29 de abril de 2022           |
| Se explora la historia de como Wanda Maximoff se convierte en Scarlet Witch y su trayectoria en el UCM hasta la actualidad. Comenzando con un breve resumen de la historia de Maximoff con su apariciones en Avengers: Age of Ultron y Captain America: The Winter Soldier, repasando la muerte de sus padres y la amplificación de sus poderes con la ayuda de la Gema de la Mente, visto en el episodio de WandaVision, Previously On. Seguidamente se muestran las dañinas muestras de poder que realizó en Age of Ultron y Capitán América: Civil War. A la vez, vemos su amor por Visión, y como debe sacrificarlo en Avengers: Infinity War por un intento fallido de salvar el mundo. Después vemos como su dolor la lleva a crear la Anomalía de Westview en WandaVision, creando una sitcom que escala en las épocas desde los 50s, centrada en ella y un Visión creado por esta. En Now in Color, Maximoff crea a sus hijos, Billy y Tommy, mientras es monitoriada por la organización S.W.O.R.D., quienes intentan detener a Maximoff, sin éxito en On a Very Special Episode..., All-New Halloween Spooktacular! y Breaking the Fourth Wall. Maximoff conoce que su vecina y amiga Agnes, es en realidad la bruja Agatha Harkness, quien la identifica como Scarlet Witch, un ente más poderosa que el hechicero supremo, destinada a destruir el mundo, todo esto en The Series Finale. Aunque intenta negar este título, Maximoff por fin se convierte en Scarlet Witch, confinando a Harkness en su rol de vecina, mientras decide hacer lo correcto y acabar con su anomalía, despidiéndose de su familia. Acabando WandaVision, Maximoff aprende brujería con el Darkhold, abriendo camino a los eventos de Doctor Strange en el multiverso de la locura. |                            |                                              |                               |

## Lanzamiento
Marvel Studios: Leyendas lanzó sus dos primeros episodios el 8 de enero de 2021 en Disney+. Se lanzaron episodios adicionales antes de la aparición de un personaje en una serie de Disney+.

## Recepción
Matt Goldberg de Collider describió a Leyendas como "vídeos elaborados para fanáticos, que ofrecen promoción cruzada en una nueva cosa de Marvel" que "no está mal". Sin embargo, deseaba que la serie "ofreciera algo nuevo", como que los actores "hablaran de sus personajes u ofrecieran un nuevo adelanto de lo que se estaba promocionando", pero sintió que Leyendas estaba "contento de ser un vídeo recopilatorio altamente producido". Charlie Ridgely escribiendo para Comicbook.com calificó a Leyendas como "increíblemente útil", dado que no había habido ningún contenido nuevo de UCM en 2020. Si bien admitió que los espectadores que ya están familiarizados con las historias del personaje destacado podrían no ver la necesidad de los episodios ya que eran "literalmente, un simple resumen de lo que sucedió en las películas", sintió que todavía era "un gran repaso" y una gran herramienta "para los espectadores interesados en el nuevo contenido de Marvel Disney + que tal vez no estén tan interesados en el MCU mayor ... permitir [hacer] que todos estén en una página similar". Caroline Framke de Variety sintió que Marvel estaba "anticipando" la confusión de los espectadores casuales de UCM que se encontraban con su nueva serie de Disney+, y dijo que Leyendas era "bastante útil" al entrar en WandaVision. Algunos espectadores se sintieron decepcionados con la serie, esperando una serie documental más profunda con creativos que proporcionaran entrevistas y no una muestra de clips.